# King Curtis Iaukea
King Curtis Iaukea (Honolulu, 1938 - 4 de dezembro de 2010) foi um wrestler profissional norte-americano.